# Fordringshavermora
Fordringshavermora er en betegnelse for den situation, der fx kan opstå ved, at køber ikke henter (eller modtager) salgsgenstanden på det aftalte tidspunkt. Når køber er i fordringshavermora, har sælger ikke nødvendigvis mulighed for at hæve købet som følge af misligholdelsesbeføjelse. Tværtimod påhviler det sælger at opfylde forskellige pligter ifølge købeloven (KBL). Fordringshavermora i internationalt køb kan omfattes af reglerne i CISG artiklerne 53 - 65.

## Købeloven §§ 33 - 37
Regler om fordringshavermora findes i købeloven (KBL) §§ 33 - 37.
Efter KBL § 33 har sælger pligt til at drage omsorg for salgsgenstanden. De udgifter, som sælger har til at opfylde omsorgspligten, skal køber dog dække. Det følger af KBL § 34, at sælger har mulighed for at sælge salgsgenstanden til en ny køber. Men inden et nyt salg kan komme på tale, skal sælger dog varsle den oprindelige køber om, at et salg til tredjemand er nært forestående. Hvis salgsgenstanden omfatter hurtigt fordærvelige vare(r), har sælger en ekstra pligt til at sørge for et nyt salg til en ny køber, jf. KBL § 35. Ifølge KBL § 36 kan sælger endda kræve erstatning af den oprindelige køber, hvis sælger har haft udgifter til at opbevare salgsgenstanden. Hvis salgsgenstandens planlagte overdragelse ikke er sket overgår risikoen for salgsgenstandens hændelige undergang til køber, jf. KBL § 37.

## Retssager om fordringshavermora
Af retssager om fordringshavermora kan disse nævnes: U.1969.243 Østre Landsret og U.1943.994 Sø- og Handelsretten.

## Etymologi
Begrebet fordringshavermora kommer af det latinske ord mora, som betyder forhaling eller udsættelse; mora dækker især over forsinkelse mellem betalingen.